# Hadiyanto
Hadiyanto (Pekalongan, 31 de marzo de 1955) es un deportista indonesio que compitió en bádminton, en la modalidad individual. Ganó una medalla de bronce en el Campeonato Mundial de Bádminton de 1980.

## Palmarés internacional
| Campeonato Mundial | Campeonato Mundial  | Campeonato Mundial | Campeonato Mundial |
| Año                | Lugar               | Medalla            | Prueba             |
| ------------------ | ------------------- | ------------------ | ------------------ |
| 1980               | Yakarta (Indonesia) | Medalla de bronce  | Individual         |